# بلورة جليد

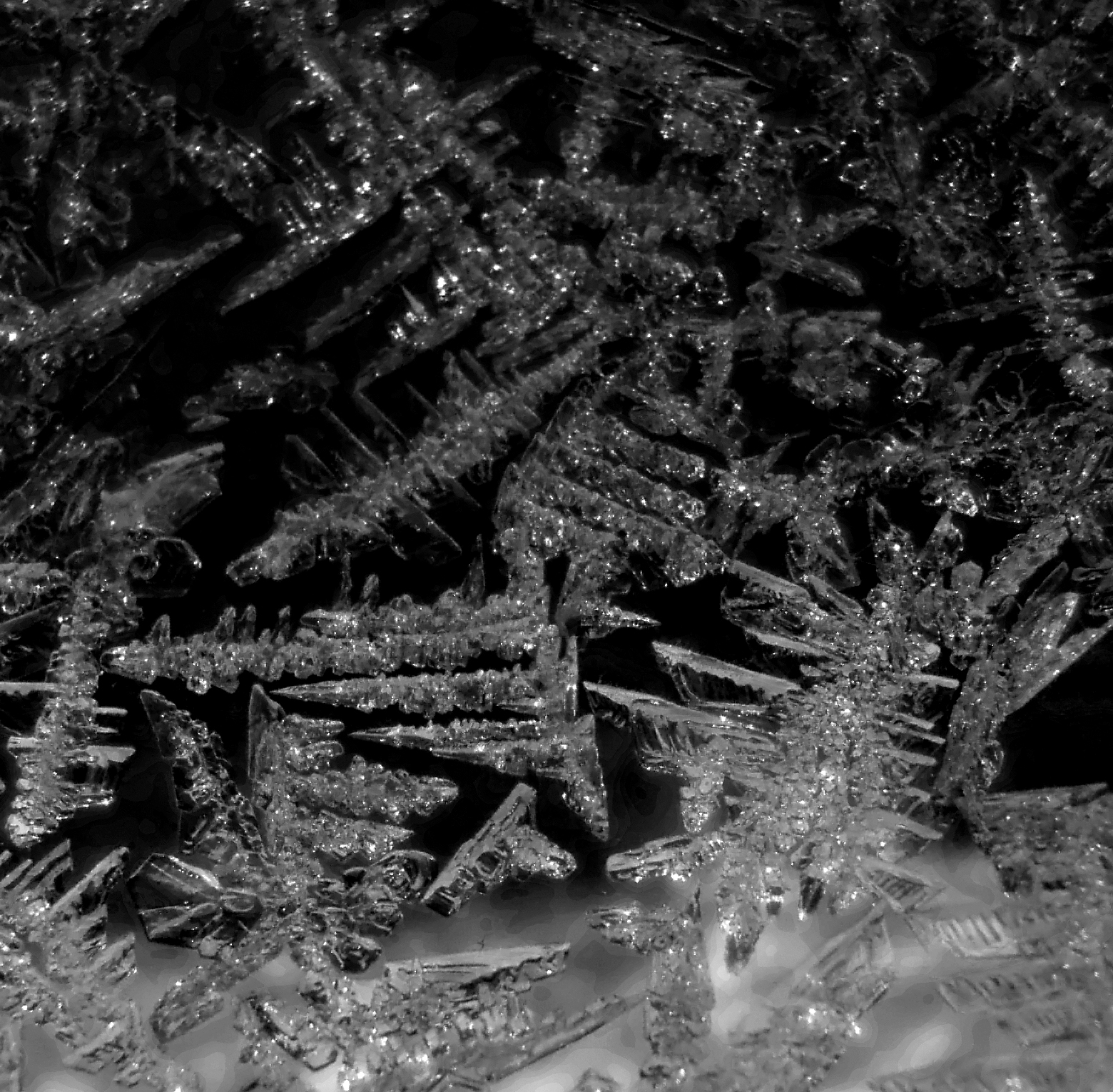
بلورات ثلجية

البلورات الثلجية (بالإنجليزية: Ice crystals)‏ عبارة عن تشكيلات صغيرة بلورية من الجليد متضمنة أعمدة سداسية، لوحات سداسية، بلورات شجيرية، وغبار الماس. وترجع الأشكال المتماثلة للغاية إلى النمو الترسيبي وهو الترسيب المباشر لبخار الماء على بلورات الثلج. واعتماداً على درجة الحرارة والرطوبة البيئية، يمكن أن تتطور البلورات الثلجية من المنشور السداسي الأولي إلى عدة أشكال متماثلة. والأشكال الممكنة للبلورات الثلجية هي الأعمدة والإبر واللوحات والتشعبات. وإذا رحلت البلورة إلى مناطق ذات ظروف بيئية مختلفة، فإن نمط النمو قد يختلف وقد تُظهر البلورة النهائية أشكال مختلطة. ومثال على ذلك الأعمدة ذات الرأس «المتوجه». وتميل البلورات الثلجية إلى الانخفاض مع محورها الرئيسي متماشية أو محاذية على امتداد أفقي وبالتالي فهي واضحة لتوقيعات رادار الطقس الاستقطابي ذات قيم انعكاسية تفاضلية إيجابية. يعمل التوصيل الكهربائي للبلورات الثلجية على استحثاث الاستقامات أو الاصطفافات الغير أفقية. ويمكن أيضاً الكشف بشكل جيد عن بلورات الثلج المكهربة من قبل رادارات الطقس الاستقطابية.
درجة الحرارةو رطوبة بخار الماء تحدد الأشكال البلورية. والبلورات الثلجية تكون مسؤولة عن عروض بصرية متنوعة في الغلاف الجوي.
تتألف السحب الجليدية من البلورات الثلجية، وأبرزها السحب الرقيقة المرتفعة والضباب الجليدي.

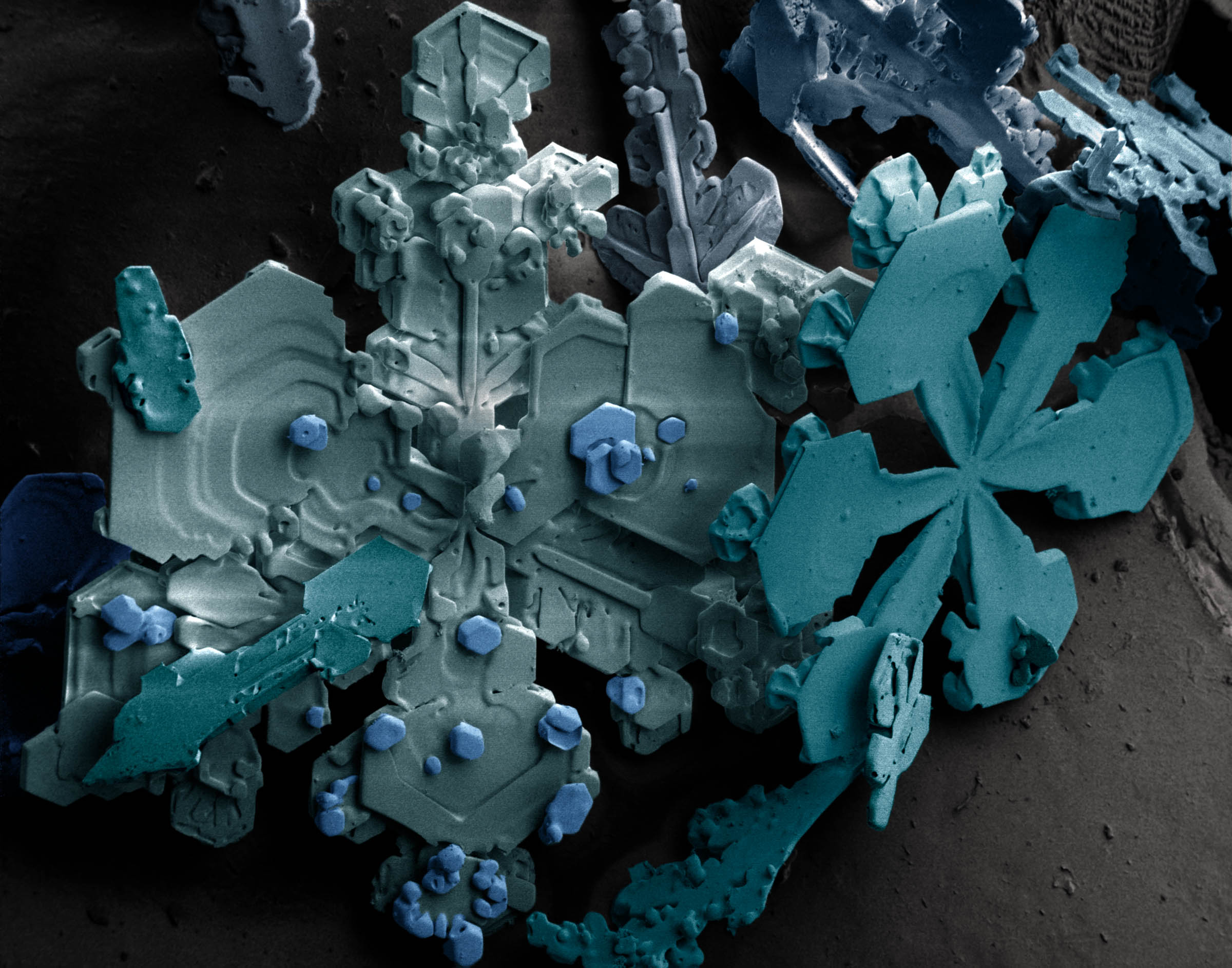
يتم تصوير البلورات الثلجية المتشعبة أو الشجيرية باستخدام المجهر الإلكتروني الماسح. ويتم إنشاء الألوان بواسطة الكمبيوتر.

## الشكل الهندسي
تعتبر البلورات الثلجية متماثلة وتأخذ نموذج الشكل سداسي الأضلاع.